# 카슨 (배우)
카슨 앨런(영어: Carson Allen, 1995년 3월 18일 ~ )은 간단히 카슨으로 잘 알려진 대한민국에서 활동하는 미국의 여자 배우이다.

## 학력
- 연세대학교 정치외교학 학사

## 출연 작품

### 드라마
- 《킬미, 힐미》 (2016년, MBC) - 차도현의 고등학교 친구 역
- 《푸른 바다의 전설》 (2016년, SBS) - 인어 역
- 《끝에서 두번째 사랑》 (2016년, SBS) - 한국 여행 온 외국인 역
- 《몬스터》 (2016년, MBC) - 제시카 역
- 《The K2》 (2016년, tvN) - 라니아 역
- 《보이스》 (2017년, OCN) - 지갑을 잃어버린 외국인 역
- 《힘쎈여자 도봉순》 (2017년, JTBC) - 상상 속 줄리엣 (목소리) 역
- 《언니는 살아있다!》 (2017년, SBS) - 옷가게 점원 역
- 《터널》 (2017년, OCN) - 재이의 영국 친구 (목소리) 역
- 《최고의 이혼》 (2018년, KBS2) - 여행객 부부 아내 역
- 《화유기》 (2018년, tvN) - 인형 역
- 《끝까지 사랑》 (2018년, KBS2) - 사채업자 역
- 《트랩》 (2019년, OCN) - 도박장 커피배달부 역
- 《봄이 오나 봄》 (2019년, MBC) - 아나스타샤 역
- 《보이스 3》 (2019년, OCN) - 티나 역
- 《힙합왕 - 나스나길》 (2019년, SBS) - 블레어 역
- 《우아한 가》 (2019년, MBN) - 제니퍼 역
- 《동백꽃 필 무렵》 (2019년, KBS2) - 헬레나 역
- 《국민사형투표》 (2023년, SBS) - 옐레나 역

### 영화
- 《남자사용설명서》 (2013년) - 비디오 오디오 (목소리) 역
- 《동창회》 (단편) - 고등학교 영어 선생님 역
- 《불한당: 나쁜 놈들의 세상》 (2016년) - 클럽에서 비밀 받는 러시아 여자 역
- 《마트료시카》 (2018년) - 마리아 역
- 《벨리댄싸》 (2018년) - 로사 역
- 《챔피언》 (2018년) - 장내 아나운서 (목소리) 역
- 《비상선언》 (2022년) - 승객 역

### 텔레비전 프로그램
- 《오! 나의 파트,너》 (2020년)
- 《케이팝 어학당 - 노랫말싸미》 (2020년)